# Tysklands demokratiska bondeparti
Tysklands demokratiska bondeparti (tyska: Demokratische Bauernpartei Deutschlands) var ett politiskt parti i Östtyskland, grundat år 1948 i den sovjetiska ockupationszonen i Tyskland. Det räknades till de så kallade blockpartierna som stödde den socialistiska samhällsutvecklingen i landet och sade sig representera de små och medelstora jordbrukens intressen.

## Historia

### Bakgrund och grundande
Med början 1945-46 hade omfattande jordreformer genomdrivits i den sovjetiska ockupationszonen och storgodsen i östra Tyskland, som tidigare hade dominerat landsbygdsekonomin, upplöstes. Den gamla adeln stämplades av Sovjetunionen som feodalherrar, nazisympatisörer och krigiska nationalister och dess egendom överfördes till små- och fattigbönder. Den sovjetiska militäradministrationen i det ockuperade Tyskland såg ett behov av att integrera den fattiga bondebefolkningen i byggandet av ett nytt politiskt system men hyste misstro mot att Socialistiska enhetspartiet kunde få med sig fattigbönderna i "uppbyggandet av socialismen". Lantbrukarnas massorganisation VdgB åtnjöt böndernas stöd i stora delar av östra Tyskland men hade svårigheter att organisera sig i Mecklenburg vilket underströk behovet av en ny organisation för att representera bönderna. För att tillmötesgå de klagomål Mecklenburgs småbönder hade gällande de sovjetiska jordbruksreformerna, och rent generellt kunna förankra reformerna hos befolkningen bättre, bildades Tysklands demokratiska bondeparti 1948 med en första partikonferens i Schwerin den 29 april. Ernst Goldenbaum, ursprungligen medlem av SED, fick i uppdrag att grunda det nya bondepartiet och erhöll posten som dess ordförande vilken han besatt ända fram till 1982.

### De första årtiondena
De första tre åren var gynnsamma för partiet som växte dramatiskt sett till medlemsantal, som ökade till runt 85 000 år 1951. Från 1952 och framåt inleddes de första storskaliga kollektiviseringarna av jordbruket i Östtyskland efter förhandlingar mellan SED-företrädare och Stalin varpå Demokratiska bondepartiet marginaliserades helt i lantbruksfrågor. Det dröjde inte länge innan partiet lojalt följde SED:s påbud om att uppmuntra till bildandet av jordbrukskollektiv, så kallade Landwirtschaftliche Produktionsgenossenschafte. På grund av partiets uppslutning kring kollektiviseringen av jordbruket inträdde från början av 1950-talet en period av minskat stöd bland landets bönder.

### 1970-talet och framåt
Ända in på 1970-talet var partiet stagnerande men under 1980-talet började man liksom de övriga blockpartierna att växa sig starkare, 1984 hade partiet ca 108 000 medlemmar och år 1987 runt 103 000 medlemmar. I det första fria parlamentsvalet i Östtyskland 1990 fick man bara 2,2 % av rösterna varpå Demokratiska bondepartiet gick samman med östtyska CDU, som i oktober samma år i sin tur förenades med de västtyska kristdemokraterna.

## Politisk plattform
Demokratiska bondepartiet byggde sin politik nominellt på att företräda småböndernas intressen men liksom övriga blockpartier tvingades man i praktiken att propagera för det styrande SED:s partilinje i alla väsentliga frågor. I parlamentsval vann DBD genom Nationella frontens enhetslista regelbundet mellan 45 och 52 mandat i Folkkammaren. Först mot kalla krigets slut antog man en verkligt oberoende hållning och närmade sig kristdemokratin, men tappade samtidigt i princip hela sitt väljarstöd. Idag sitter flera före detta medlemmar i DBD i ledande positioner i kristdemokratiska CDU.